# Buzice (Strakonicei járás)
Buzice falu és önkormányzat (obec) Csehország Dél-csehországi kerületének Strakonicei járásában. Területe 5,6 km², lakosainak száma 138 (2008. 12. 31). A falu Strakonicétől mintegy 19 km-re északra, České Budějovicétől 64 km-re északnyugatra, és Prágától 81 km-re délnyugatra fekszik.

## Az önkormányzathoz tartozó települések
- Buzice
- Václavov

## Népesség
A település népessége az elmúlt években az alábbi módon változott:
| Lakosok száma | 573  | 490  | 523  | 252  | 190  | 158  | 167  | 177  | 166  | 172  |
|               | 1869 | 1900 | 1921 | 1961 | 1980 | 2011 | 2016 | 2019 | 2021 | 2024 |